# Novoșîci, Drohobîci
Novoșîci (în ucraineană Новошичі) este un sat în comuna Bîstrîțea din raionul Drohobîci, regiunea Liov, Ucraina.

## Demografie
Componența lingvistică a localității Novoșîci
     Ucraineană (100%)
Conform recensământului din 2001, toată populația localității Novoșîci era vorbitoare de ucraineană (100%).